# Drogó de Xampanya
Drogó o Drocus. († 708), noms actualment sovint afrancesat com a Drogon o Dreux, duc de Xampanya, fou el fill gran de Pipí d'Héristal (vers 645 † 714), majordom de palau d'Austràsia, de Nèustria i de Borgonya, i de Plectruda.

## Biografia
Fou nomenat duc de Xampanya el 690; després del 697 fou duc dels borgonyons. Va morir a la primavera de l'any 708 i el seu pare el va fer inhumar a l'abadia de Saint-Arnoul de Metz.

## Matrimoni i fills
Amb l'objectiu de conciliar la noblesa de Nèustria, el seu pare el va casar amb Adaltruda, filla de Bercari, antic majordom de palau de Nèustria de 686 a 687, i d'Anstruda, ella mateixa filla de Warattó, igualment alcalde del palau de Nèustria de 680 a 686. la qual estava probablement emparentada amb Ebroí, majordom del palau de Nèustria de 658 a 680.
D'aquest matrimoni van néixer quatre fills:
- Arnulf († 723), citat com a duc el 704 i el 723 quan es va revoltar contra Carles Martell.

- Hug († 730) abat de Saint-Denis, de Fontenelle i de Jumièges, arquebisbe de Rouen el 719, bisbe de París i de Bayeux el 723.

- Pipí († 723), citat amb els seus germans en una carta de 715 i el 723 quan es va revoltar contra Carles Martell.

- Godefreu o Godofreu, citat amb els seus germans en una carta de 715 i el 723 quan es revolta contra Carles Martell.